# Batteur (cricket)
Pour les articles homonymes, voir Frappeur et Batteur (homonymie).

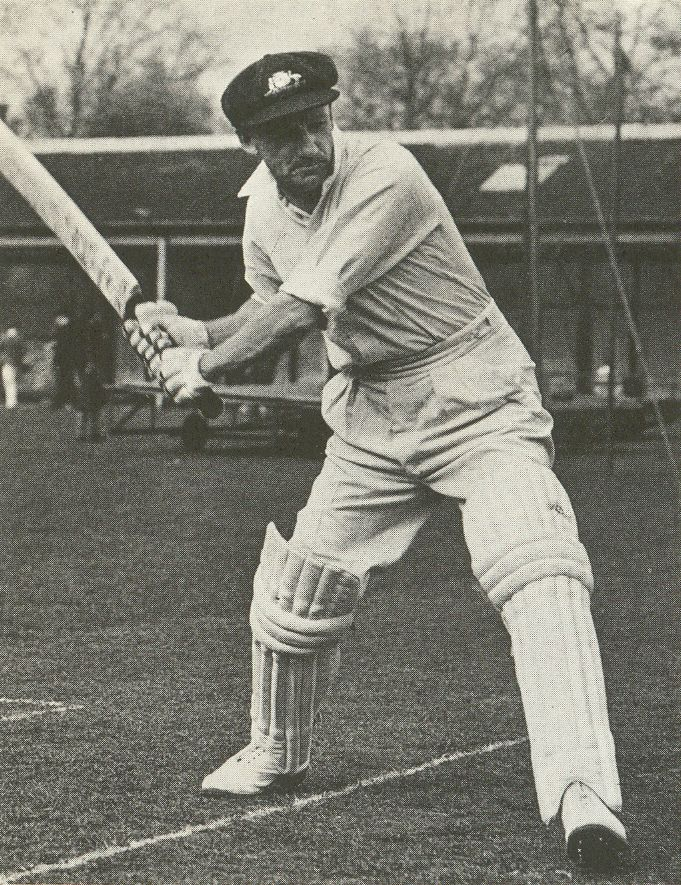
Donald Bradman avec une batte.

Au cricket, le terme batteur, frappeur ou batsman (pluriel : batsmen) désigne soit un joueur présent sur le terrain pour marquer des courses pour son équipe en essayant d'éviter de se faire éliminer, soit un joueur spécialiste de cet exercice. Le batteur est équipé d'une batte, un accessoire de saule et de rotin utilisé pour frapper la balle. Le terme batting désigne quant à lui l'acte ou la capacité à frapper correctement la balle avec la batte.

## Rôle
Au cricket, chaque équipe est composée de onze joueurs. Chacun des joueurs de l'équipe est susceptible d'être batteur au cours d'une manche où l'équipe est à la batte. Deux batteurs sont présents simultanément sur le terrain, de part et d'autre du pitch, à côté d'un des wickets. Pendant ce temps, leurs coéquipiers ne participent pas au jeu et sont en réserve au bord du terrain : lorsqu'un batteur est éliminé, il est remplacé par un autre joueur n'ayant pas encore été éliminé, et lorsque 10 batteurs ont été éliminés, la manche prend fin.
Les règles concernant le batteur sont définies par la loi n° 25.
Le rôle du batteur est de marquer des points pour son équipe, ce qu'il fait, idéalement, en frappant la balle que lui envoie le lanceur (ou bowler, membre de l'équipe adverse) afin de l'envoyer le plus loin possible. S'il envoie la balle hors du terrain, il marque 6 points si la balle n'a pas touché le sol avant de sortir, ou 4 points dans le cas contraire. Si la balle ne sort pas du terrain, il peut gagner des points en échangeant sa position avec l'autre batteur avant que la balle ne soit ramenée auprès de l'un des wickets par l'équipe adverse : il fait cela en traversant le pitch dans sa longueur en courant, ce qui explique pourquoi un point est appelé "run" en anglais et "course" en français.

## Coups et techniques
Un batteur droitier à sa main située en haut du manche de la batte, sa main droite en dessous. C'est le contraire pour un gaucher. Les deux mains sont accolées. Au moment du lancer, le batteur est généralement de côté, les genoux légèrement fléchis.
Le batteur choisit le coup qu'il va jouer en fonction de la distance qui le sépare du rebond de la balle, de sa vitesse et de l'axe du lancer. Lorsque le lancer est court, la balle rebondit loin du batteur et haut. Le batteur choisit généralement un coup qui le fait reculer vers son pied arrière, un « back foot shot ». Dans le cas contraire, si le lancer est plus long, la balle rebondit plus près du batteur et moins haut. Il choisit alors de préférence un « front foot shot », un coup qui le fait aller vers son pied avant.

Direction des coups d'un batteur, ici pour un batteur droitier (le batteur est de côté par rapport au lancer).

| Nom              | Définition |
| Back foot shots  | Back foot shots |
| ---------------- | --- |
| Back foot drive  | Coup joué les pieds serrés, vers l'avant, la batte faisant ayant un mouvement en forme d'arc de cercle dans un plan vertical |
| Hook             | Coup joué avec la batte horizontale, face à un bouncer, en l'air et autour de la poitrine et de la tête.                     |
| Leg glance       | Coup joué les pieds serrés, derrière le batteur, la batte verticale.                                                         |
| Pull             | Coup joué avec la batte horizontale, à hauteur de taille, en direction de la zone appelée leg side.                          |
| Square cut       | Coup horizontal joué avec la batte horizontale, surtout face à un lancer court et éloigné du batteur, devant lui.            |
| Front foot shots | |
| Forward defense  | |
| Straight drive   | |
| Sweep            | |
| Leg glance       | |

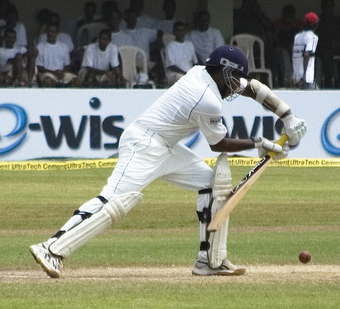
Forward defensive shot
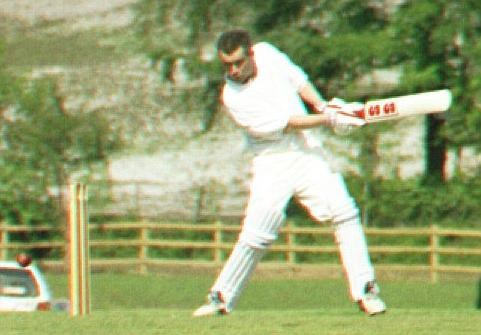
Square cut

## Statistiques et performances

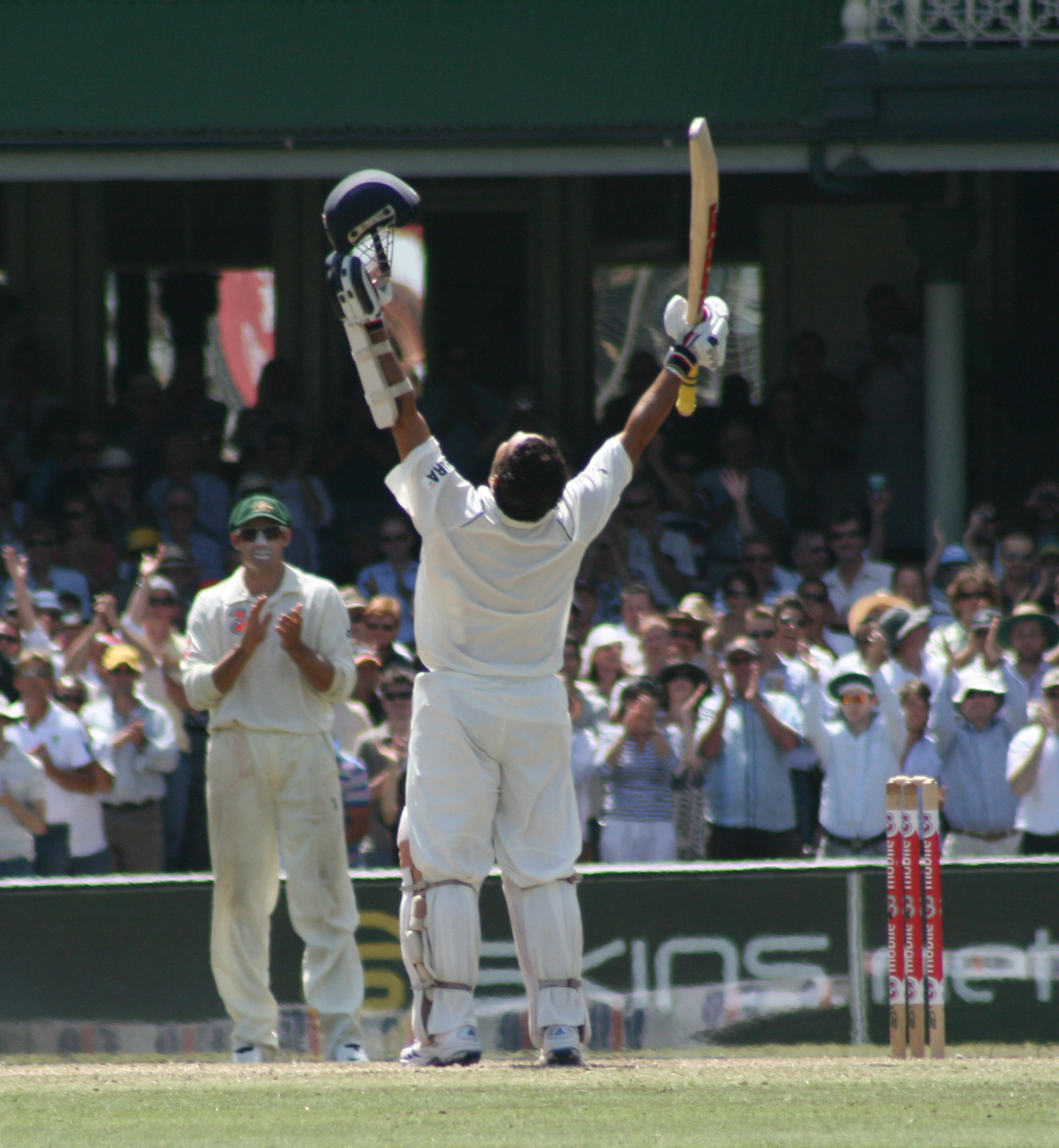
Batteur célébrant un century.

On dit qu'un batteur qui marque cent courses dans une même manche a réussi un century. On parle de double-century, triple-century pour des scores respectivement supérieurs à deux cents et trois cents runs. Un score individuel supérieur à cinquante runs est un half-century. S'il n'est pas éliminé à la fin de la manche, on dit que le batteur est not out.
Que ce soit au cours d'un match ou en carrière, pour un batteur, le strike rate est le nombre moyen de runs marqués pour cent balles auxquelles il a fait face.
On se sert de la moyenne à la batte (en anglais batting average) pour mesurer les performances d'un batteur en carrière. Plus une moyenne à la batte est élevée, meilleure elle est.

## Grands noms
L'Australien Donald Bradman, international entre 1928 et 1948, est généralement considéré comme le meilleur batteur de l'histoire du cricket. Sa moyenne à la batte en Test cricket, 99,94, est un record du monde. Jusqu'à présent, aucun autre joueur n'a réussi à dépasser une moyenne à la batte de 61 en fin de carrière internationale dans cette forme de jeu.
L'anglais W. G. Grace est la première « star » du cricket. Joueur de la fin du XIXe siècle et du début du XXe siècle, il est réputé pour avoir développé la plupart des techniques modernes des batteurs. Son compatriote Jack Hobbs est, comme Bradman, l'un des cinq « joueurs du XXe siècle » désignés par Wisden Cricketers' Almanack.
L'Indien Sachin Tendulkar, joueur de la fin du XXe siècle et du début du XXIe siècle, établit plusieurs records internationaux significatifs, tout comme son contemporain trinidadien Brian Lara.
L'International Cricket Council dispose d'un système de notation des batteurs dans les deux formes de cricket internationales les plus anciennes, le Test cricket et le One-day International. Les joueurs sont notés en fonction de leurs performances du moment, et un classement des meilleurs notes de tous les temps est disponible. En Test cricket, Bradman a atteint une note de 961, tandis que l'antiguais Viv Richards, lui aussi « joueur du XXe siècle » a atteint 931 en One-day International,.

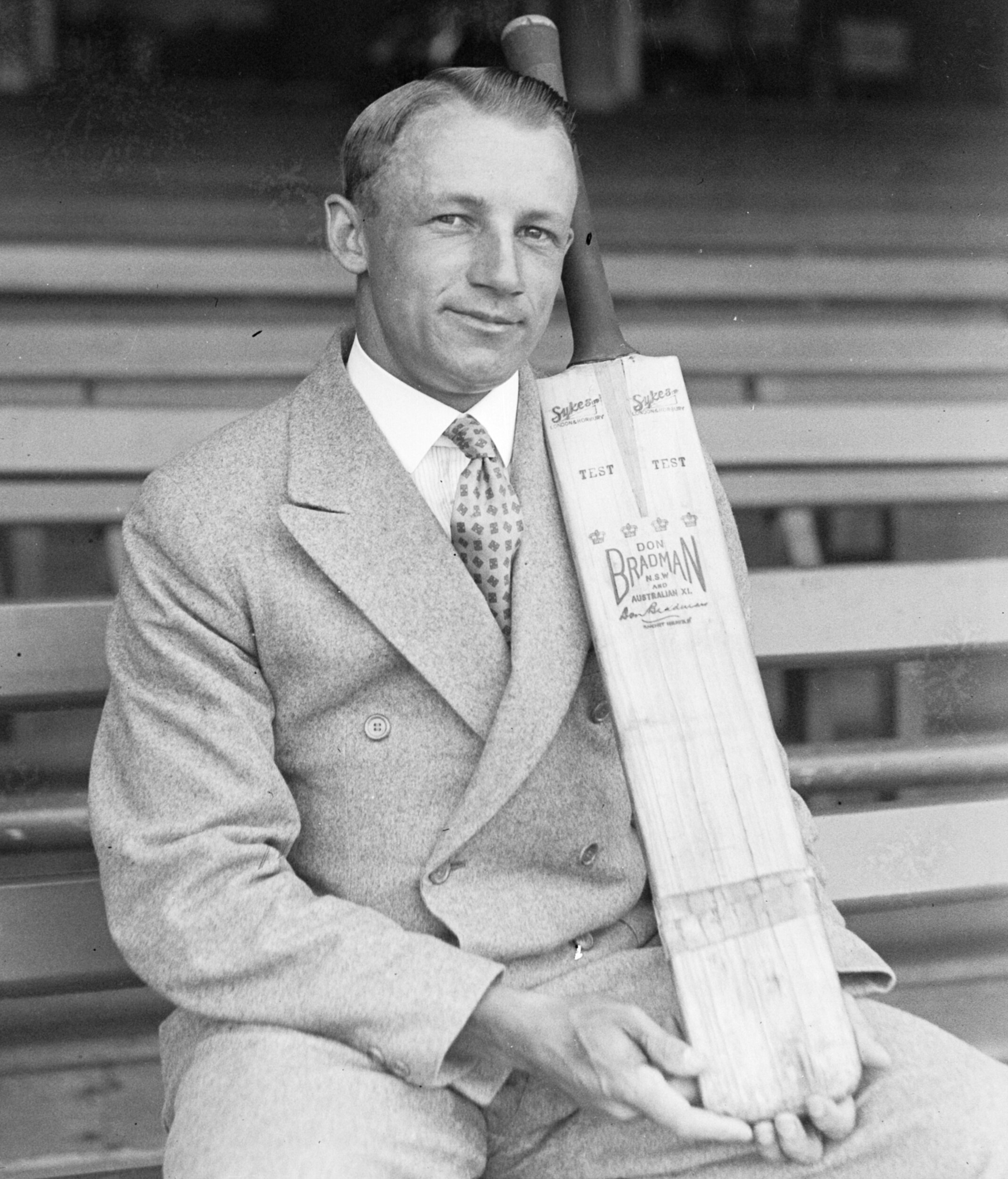
Donald Bradman
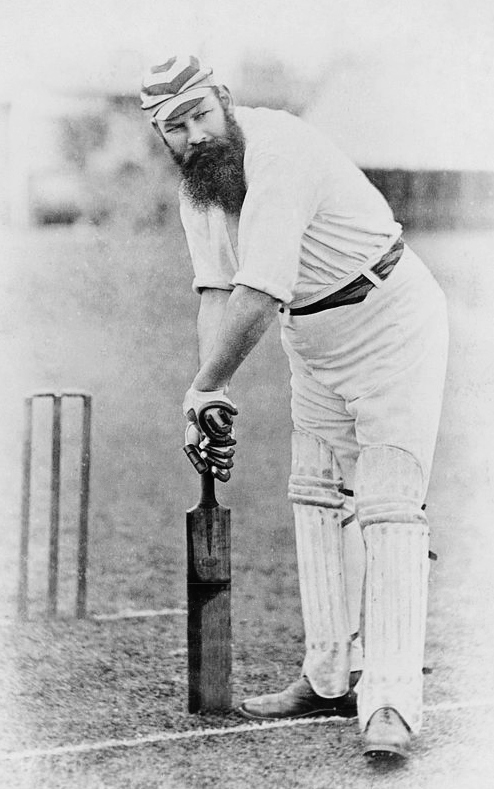
W. G. Grace
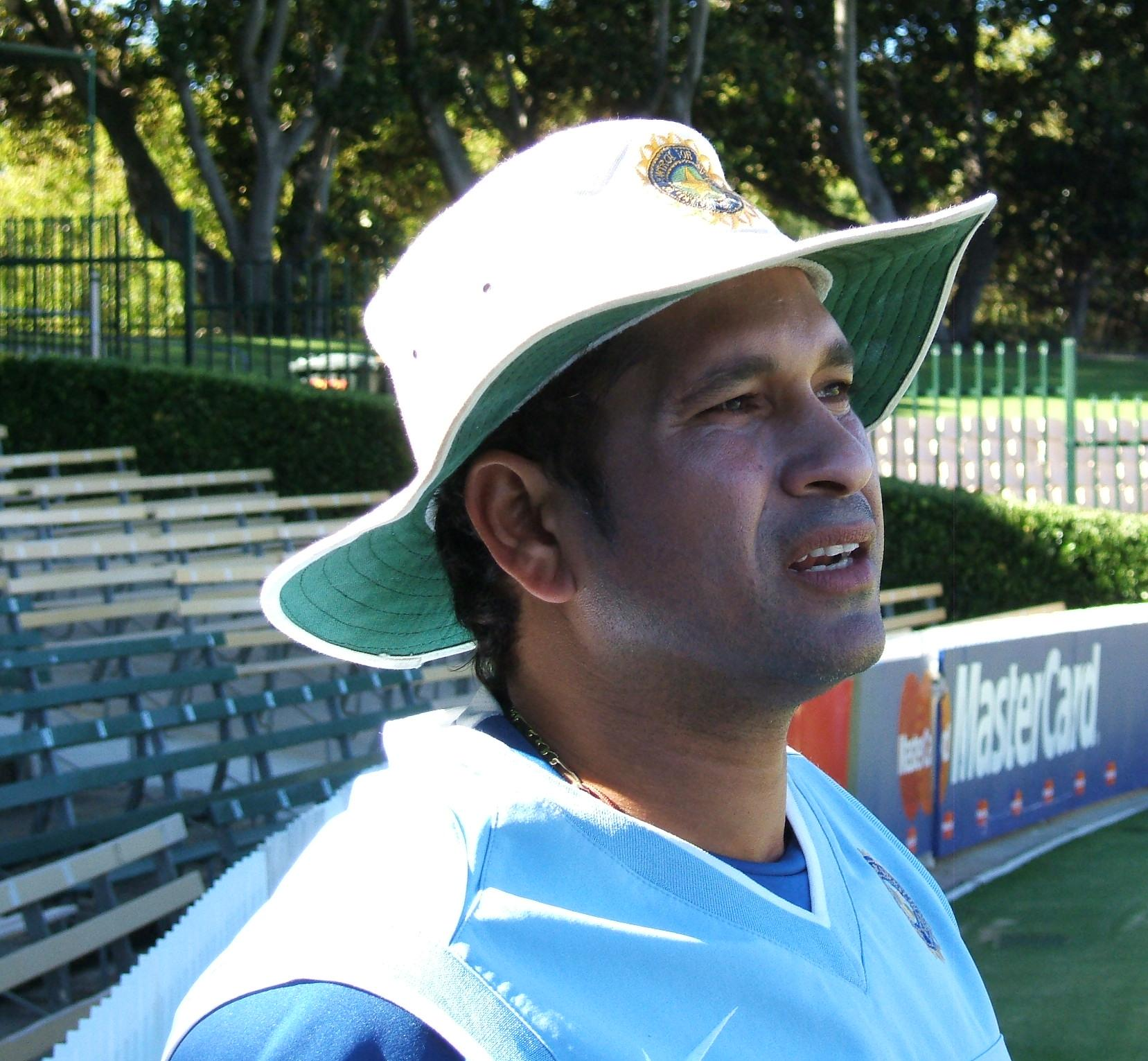
Sachin Tendulkar
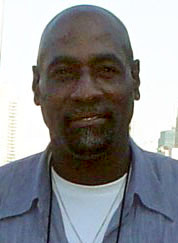
Viv Richards

## Quelques records

### Records internationaux
Statistiques à jour au 22 décembre 2014.
|                              | Test cricket             | One-day International     | Twenty20                |
| ---------------------------- | ------------------------ | ------------------------- | ----------------------- |
| Moyenne à la batte           | Donald Bradman, 99,94    | Ryan ten Doeschate, 67,00 | Virat Kohli, 46,28      |
| Courses marquées             | Sachin Tendulkar, 15 921 | Sachin Tendulkar, 18 426  | Brendon McCullum, 2 105 |
| Meilleur total en une manche | Brian Lara, 400*         | Rohit Sharma, 264         | Aaron Finch, 156        |
| Total de centuries réussis   | Sachin Tendulkar, 51     | Sachin Tendulkar, 49      | Brendon McCullum, 2     |

### Records généraux
Les matchs internationaux comptent dans ces statistiques également. Statistiques à jour au 22 décembre 2014.
| Format                       | First-class cricket   | List A cricket       | Twenty20            |
| ---------------------------- | --------------------- | -------------------- | ------------------- |
| Moyenne à la batte           | Donald Bradman, 95,14 | Michael Bevan, 57,86 | Chris Harris, 70,66 |
| Courses marquées             | Jack Hobbs, 61 760    | Graham Gooch, 22 211 | Chris Gayle, 6 808  |
| Meilleur total en une manche | Brian Lara, 501*      | Ali Brown, 268       | Chris Gayle, 175*   |
| Total de centuries réussis   | Jack Hobbs, 199       | Sachin Tendulkar, 60 | Chris Gayle, 13     |